# Eldorado (kommun i Brasilien, Mato Grosso do Sul)
Eldorado är en kommun i Brasilien.   Den ligger i delstaten Mato Grosso do Sul, i den södra delen av landet, 1 100 km sydväst om huvudstaden Brasília. Antalet invånare är 11 680.
Följande samhällen finns i Eldorado:
- Eldorado

Trakten runt Eldorado består i huvudsak av gräsmarker. Runt Eldorado är det glesbefolkat, med 19 invånare per kvadratkilometer.